# Villa Ángela
Villa Ángela ist eine Stadt im nördlichen Argentinien. Sie liegt im Süden der Provinz Chaco und hat 38.020 Einwohner. Damit ist sie die drittgrößte Stadt der Provinz.

## Lage
Villa Ángela liegt etwa 200 Kilometer westlich des Río Paraná. Das Umland gehört zur Trockenwaldlandschaft des Gran Chaco, wird aber in dieser Gegend intensiv landwirtschaftlich genutzt. Das Klima ist subtropisch, mit sehr heißen, feuchten Sommern und milden, trockenen Wintern.

## Geschichte
Die Stadt wurde 1908 von Schweizer Einwanderern gegründet. Zunächst hieß die Siedlung El Pueblito, nach dem Anschluss ans Eisenbahnnetz 1910 Punta de Rieles. Erst später wurde das Straßennetz gebaut und die Stadt in Villa Ángela umbenannt. 1924 erreichte eine zweite Einwandererwelle die Stadt, die vor allem aus Bulgaren und Ungarn bestand.

## Wirtschaft
Schon in der Anfangszeit wurden im Ort Fabriken angesiedelt. Heute ist Villa Ángela eine Stadt, in der die Wirtschaft von Industrie und Handel gleichermaßen geprägt wird.